# Sarmatere
 Der er for få eller ingen kildehenvisninger i denne artikel, hvilket er et problem. Du kan hjælpe ved at angive troværdige kilder til de påstande, som fremføres i artiklen.

Sarmaterne var et iransk nomadisk rytterfolk, der levede på den centralasiatiske steppe fra Østeuropa i vest og næsten helt til Kina i øst fra 500 f.Kr. til 400 e.Kr.
Ifølge græske kilder var samaterne høje med blond hår, blå øjne og langt skæg . De talte et indoeuropæisk sprog, der var tæt forbundet til persisk.
De dannede en løst sammenknyttet koalition af stammer med en skarp social inddeling mellem de beredne soldater, en aristokratisk krigerelite, der red (deres koner kørte i en overdækket vogn med hele husholdningen), og slaver og livegne, der lavede alt det praktiske. Presset fra disse stammer førte til kejser Trajans felttog mellem 102 og 106 e. Kr., hvorunder han overvandt iazygerne, dacerne og roxolanerne (sarmatiske stammer). Efter Trajans død i 117 holdt hans efterfølger Hadrian fast i Dacia som provins, men gav de to andre stammer uafhængighed.
De arkæologiske fund med gravkomplekser i Skytien giver anledning til en svær skelnen mellem sarmatere og alanere.